# Serhi Seménov
Serhi Olexandrovych Seménov (en ucraniano: Сергій Олександрович Семенов; Chernígov, 28 de julio de 1988) es un deportista ucraniano que compite en biatlón.
Ganó dos medallas en el Campeonato Mundial de Biatlón, en los años 2011 y 2016, y cuatro medallas en el Campeonato Europeo de Biatlón entre los años 2012 y 2015.

## Palmarés internacional
| Campeonato Mundial | Campeonato Mundial    | Campeonato Mundial | Campeonato Mundial |
| Año                | Lugar                 | Medalla            | Prueba             |
| ------------------ | --------------------- | ------------------ | ------------------ |
| 2011               | Janty-Mansisk (Rusia) | Medalla de plata   | Relevo             |
| 2016               | Oslo (Noruega)        | Medalla de bronce  | Velocidad          |
| Campeonato Europeo |                       |                    |                    |
| Año                | Lugar                 | Medalla            | Prueba             |
| 2012               | Osrblie (Eslovaquia)  | Medalla de plata   | Persecución        |
| 2013               | Bansko (Bulgaria)     | Medalla de oro     | Individual         |
| 2015               | Otepää (Estonia)      | Medalla de plata   | Individual         |
| 2015               | Otepää (Estonia)      | Medalla de plata   | Relevo             |